# Jumillera
Jumillera es un género de hongos en la familia Xylariaceae.